# 索基尔 (顿涅茨克州)
索基尔，或按俄语名译为索科尔（俄语：Сокол），是乌克兰東部顿涅茨克州波克羅夫斯克區奥切列季涅市镇内的村庄。2024年7月6日，俄罗斯国防部宣布该村已被俄军占领。

## 人口统计
根据2001年烏克蘭人口普查，该村的人口为66人。该村人口的母语比率占比：
- 乌克兰语：89.39%
- 俄语：10.61%